# Castillo de Rötteln
El Castillo de Rötteln o las ruinas de Rötteln  (en alemán: Burg Rötteln o  bien Burgruine Rötteln) es un castillo en ruinas situado en el municipio de Lörrach, Baden-Wurtemberg (Alemania) cerca de Basilea (Suiza) y en las estribaciones de la Selva Negra. El castillo de Rötteln es el tercer mayor castillo en ruinas de Baden. 

## Ubicación
Las ruinas del castillo se hallan en una colina boscosa (422 m s. n. m.) en la vertiente septentrional del valle del Wiese y son ampliamente visibles. Desde lo alto de la torre hay una magnífica vista sobre el castillo, el valle del río Wiese, la Selva Negra, el Jura Suizo y la Cordillera de los Vosgos alsacianos e incluso a veces los Alpes berneses.

## Historia

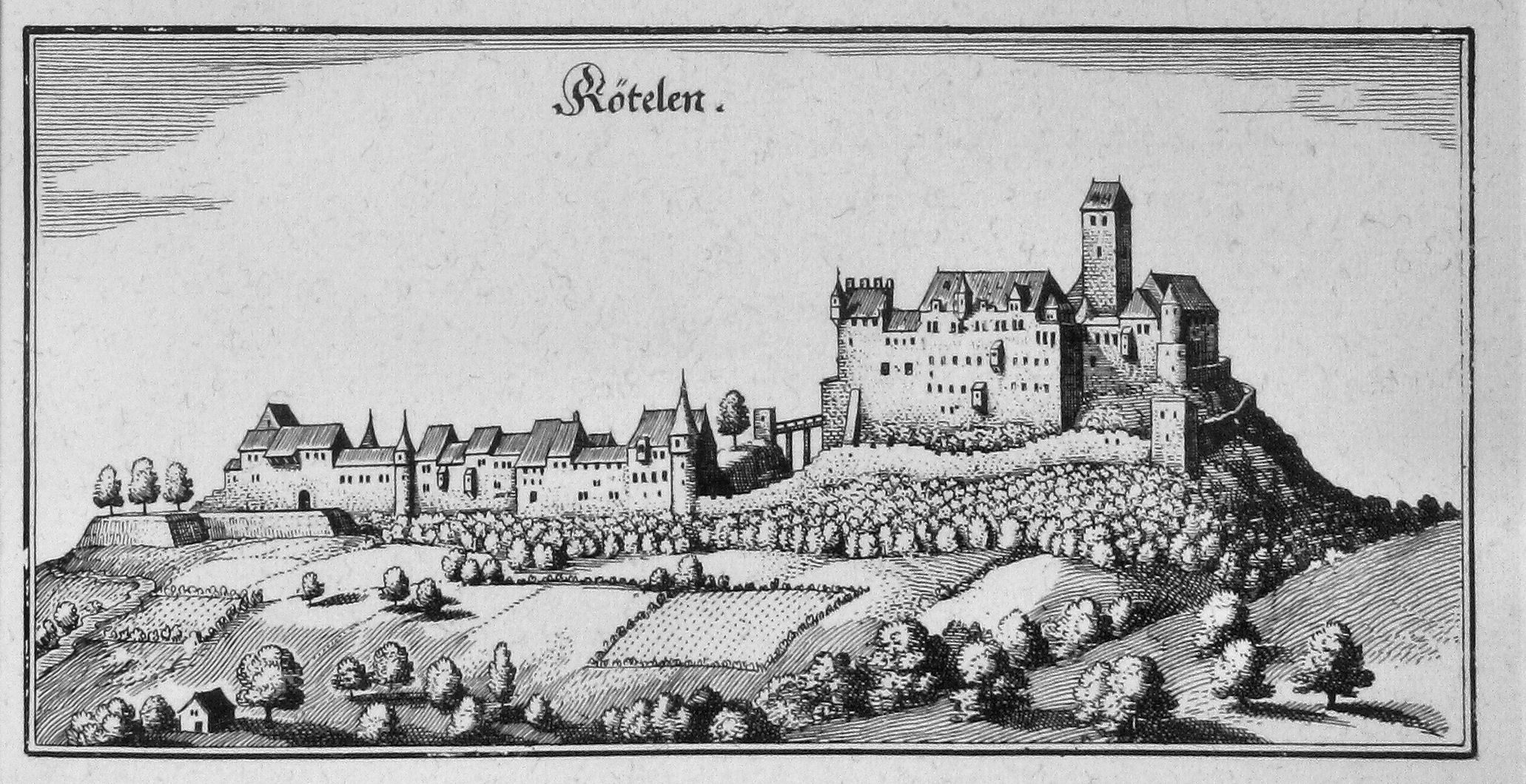
Grabado en cobre con el castillo de Rötteln (1643)

Del año 751 data la primera mención de Rötteln (la iglesia de Rötteln en un documento de la Abadía de San Galo). El castillo ha existido probablemente desde principios del siglo XI. Al año 1103 se remonta la primera mención documentada de un señor de Rötteln, el administrador de St. Alban cerca de Basilea. Durante el gobierno de Konrado I de Rötteln se da la primera mención documentada del castillo de Rötteln (1259). El último de la línea de los Rötteln, Liuthold de Rötteln, falleció en el año 1316 y fue enterrado en la Catedral de Basilea. Ya en 1315 había entregado Liuthold el Señorío de Rötteln a su sobrino Enrique de Hachberg-Sausenberg.
El terremoto de Basilea de 1356 destruyó gran parte de la ciudad de Basilea y el castillo resultó muy dañado. El margrave Felipe de Hachberg-Sausenberg falleció en 1503. Según el contrato de herencia, los castillos de Rötteln, Sausenberg y Badenweiler pasaron al Margrave Cristóbal I de Baden. Durante la Guerra de los campesinos alemanes (1525), los rebeldes se apoderaron del castillo y destruyeron los archivos.  
De 1618 a 1648, durante los treinta años de guerra, el castillo fue ocupado por las fuerzas suecas e imperiales. Durante la guerra franco-neerlandesa, el castillo volvió a ser destruido el 29 de junio de 1678 por el ejército del Mariscal de Francia Crecquy. Debido a la pobreza extrema existente después de la guerra, las ruinas del castillo fueron utilizadas como cantera para la construcción.

## La preservación de la ruina
El Club badense de la Selva Negra comenzó a examinar las ruinas en 1884 para preservarlas. Desde 1926 se ha ocupado de ello la asociación "Röttelnbund" con sede en Lörrach-Haagen. Las ruinas se han reparado aproximadamente a su estado después de la destrucción en 1678.

## Uso actual
Hay una cafetería y una cervecería al aire libre. Se celebra un festival de jazz en primavera y hay un teatro al aire libre en verano.